# Hassi Bounif
Hassi Bounif là một đô thị thuộc tỉnh Oran, Algérie. Dân số thời điểm năm 2002 là 44.649 người.